# Мостаччи, Якопо
Я́копо Моста́ччи  (итал. Jacopo Mostacci, известен в 1230-1262) — поэт сицилийской школы поэзии.
Родился в Пизе или Мессине. 
Служил сокольничим у императора Священной Римской империи Фридриха II ("falconerius Jacobus Mustacius"). 
По поручению Манфреда Сицилийского возглавлял посольство в Арагон, целью которого был брак дочери Манфреда Констанцы с Педро Арагонским, и потом сопровождал принцессу в Монпелье в 1262 году.
Поэт Сицилийской школы. Соавтор тенцон: своим стихотворением предлагал тему, Пьетро делла Винья ему оппонировал, Джакомо да Лентини  предлагал решение.